# ATL (film)
ATL, film komediowy produkcji amerykańskiej nakręcony w 2006 przez Chrisa Robinsona, a wydany przez wytwórnię Warner Bros. Scenariusz został napisany przez Tinę Gordon Chism na podstawie oryginalnej opowieści Antwone Fisher i jest luźno oparty na doświadczeniach producentów filmu Dallasa Austina i Tionne Watkins dorastających w Atlancie w stanie Georgia (ATL).

## Opis fabuły
Film opowiada o chłopakach mieszkających na przedmieściach Atlanty i dorastających w rodzinach robotniczych. Po ukończeniu szkoły średniej przyjaciele rywalizują na ślizgawce skejtowskiej jeżdżąc na wrotkach.

## Obsada
- T.I. jako Rashad Swann[3]
- Evan Ross jako Anton "Ant" Swann[3]
- Laurene Landon jako Erin "New New" Garnett[3]
- Jackie Long jako Benjamin "Esquire" Gordon[3]
- Albert Daniels jako Brooklyn Bridges[3]
- Jason Weaver jako Teddy[3]
- Big Boi jako Marcus
- Keith David jako John Garnett
- Mykelti Williamson jako Wujek George
- April Clark jako Tondie, dziewczyna Anta
- Khadijah Haqq jako Veda
- Malika Haqq jako Gwiazda
- Lonette McKee jako Priscilla Garnett
- Markice Moore jako Austin
- Tae Heckerd jako Tonya
- Tasha Smith jako Gayle
- Monica jako Kelnerka Monica
- Big Gipp jako on sam
- Bone Crusher jako on sam
- Killer Mike jako on sam
- Jazze Pha jako on sam
- Lauren Leah Mitchell jako Janice Rawlings
- Vanessa Petrosky jako Holly
- Brandon Thaxton jako Nastolatek
- Ric Reitz jako Guidence Counselor

## Nagrody
| Rok  | Nagroda            | Kategoria                                                                 | Odbiorca                                                                        | Wynik     |
| ---- | ------------------ | ------------------------------------------------------------------------- | ------------------------------------------------------------------------------- | --------- |
| 2006 | BET Hip Hop Awards | Najlepszy film o hip-hopie                                                | Chris Robinson                                                                  | Wygrana   |
| 2006 | Black Movie Awards | Wybitne osiągnięcie w reżyserii                                           | Chris Robinson                                                                  | Nominacja |
| 2006 | Black Movie Awards | Wybitne osiągnięcie w pisaniu scenariuszy                                 | Tina Gordon Chism                                                               | Nominacja |
| 2006 | Black Movie Awards | Znakomity film                                                            | Dallas Austin, Jody Gerson, James Lassiter, Will Smith i Tionne "T-Boz" Watkins | Nominacja |
| 2006 | Black Movie Awards | Wybitny występ aktorki w roli drugoplanowej                               | Lauren London                                                                   | Nominacja |
| 2007 | Black Reel Awards  | Najlepszy reżyser                                                         | Chris Robinson                                                                  | Nominacja |
| 2007 | Black Reel Awards  | Najlepszy scenariusz, oryginalny lub adaptowany                           | Tina Gordon Chism                                                               | Nominacja |
| 2007 | NAACP Image Awards | Wybitna reżyseria w filmie fabularnym/telewizyjnym (komedii lub dramacie) | Chris Robinson                                                                  | Nominacja |